# Oxystophyllum acianthum
Oxystophyllum acianthum är en orkidéart som först beskrevs av Rudolf Schlechter, och fick sitt nu gällande namn av Mark Alwin Clements. Oxystophyllum acianthum ingår i släktet Oxystophyllum och familjen orkidéer. Inga underarter finns listade i Catalogue of Life.